# Ла-Сон
Ла-Сон (фр. La Sône) — коммуна во Франции, находится в регионе Рона — Альпы. Департамент коммуны — Изер. Входит в состав кантона Сюд-Грезиводан. Округ коммуны — Гренобль.
Код INSEE коммуны — 38495. Население коммуны на 2012 год составляло 605 человек. Населённый пункт находится на высоте от 160 до 270 метров над уровнем моря. Муниципалитет расположен на расстоянии около 480 км юго-восточнее Парижа, 80 км юго-восточнее Лиона, 37 км западнее Гренобля. Мэр коммуны — M. Pierre Rousset, мандат действует на протяжении 2008—2014 гг.
Динамика населения (INSEE):